# Wasserpflanze

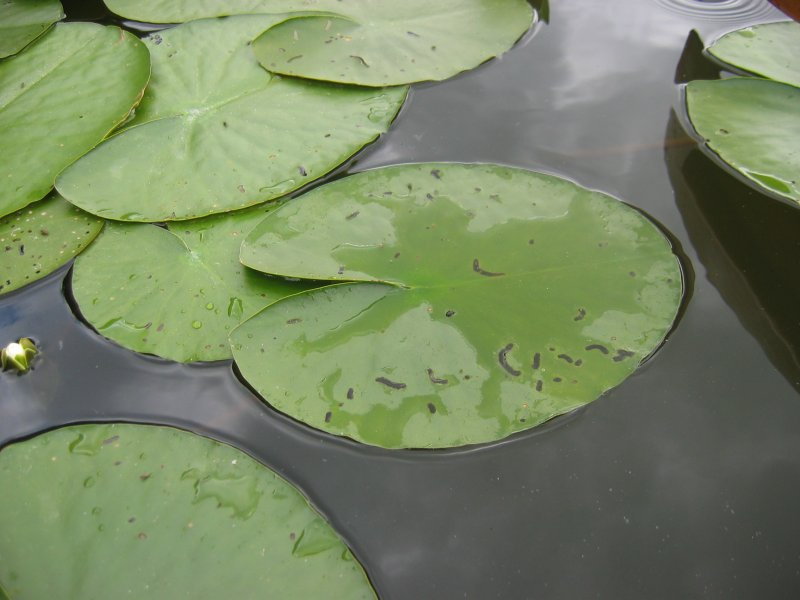
Schwimmblätter der Weißen Seerose (Nymphaea alba).

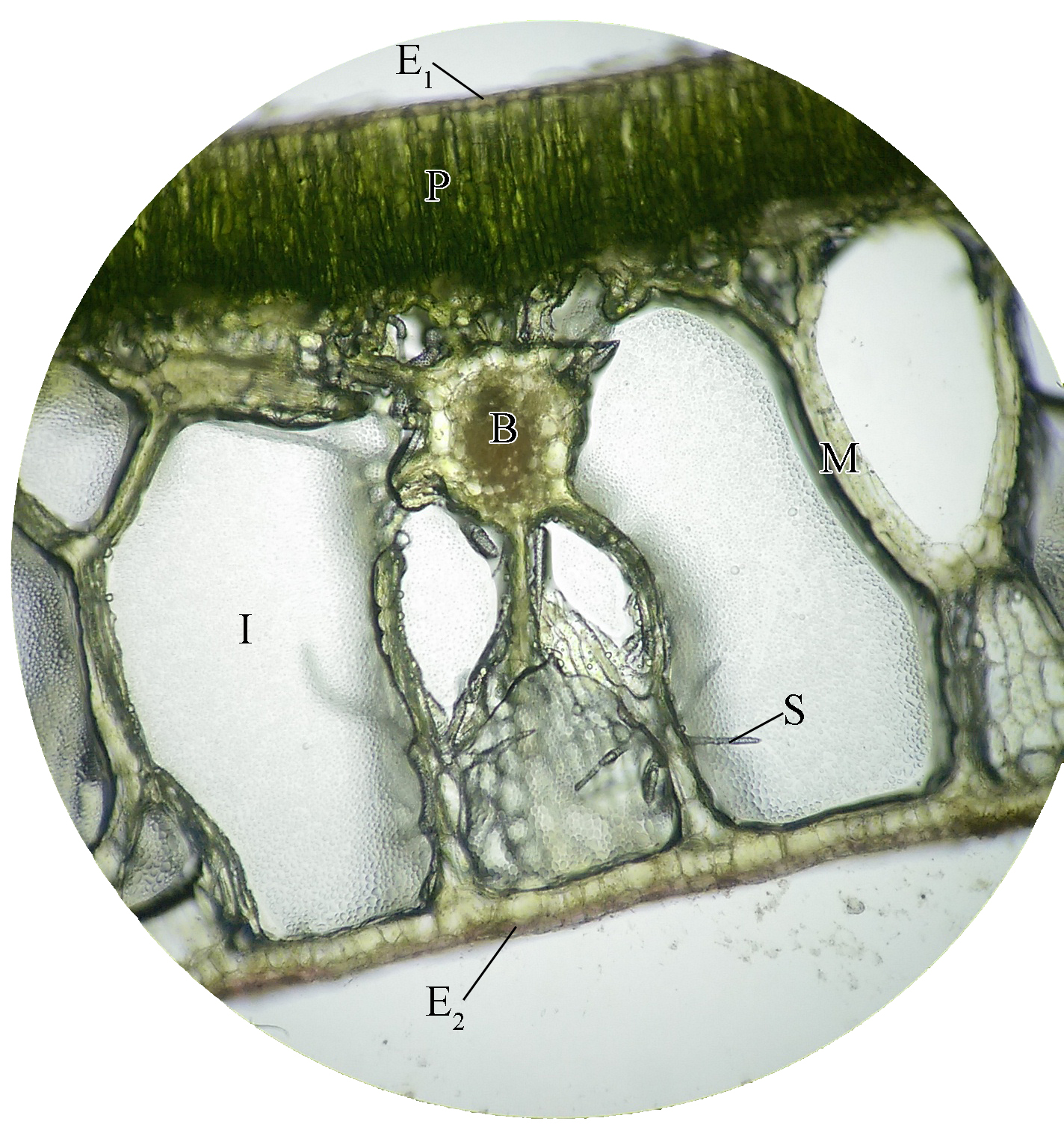
Querschnitt eines Schwimmblattes von Nymphaea alba, Feinschnittpräparat, Durchlicht bei 400×. E1: obere Epidermis, E2: untere Epidermis, P: Palisadengewebe, B: Leitbündel, M: Schwammgewebe, I: Interzellularraum, S: Sklerenchym..

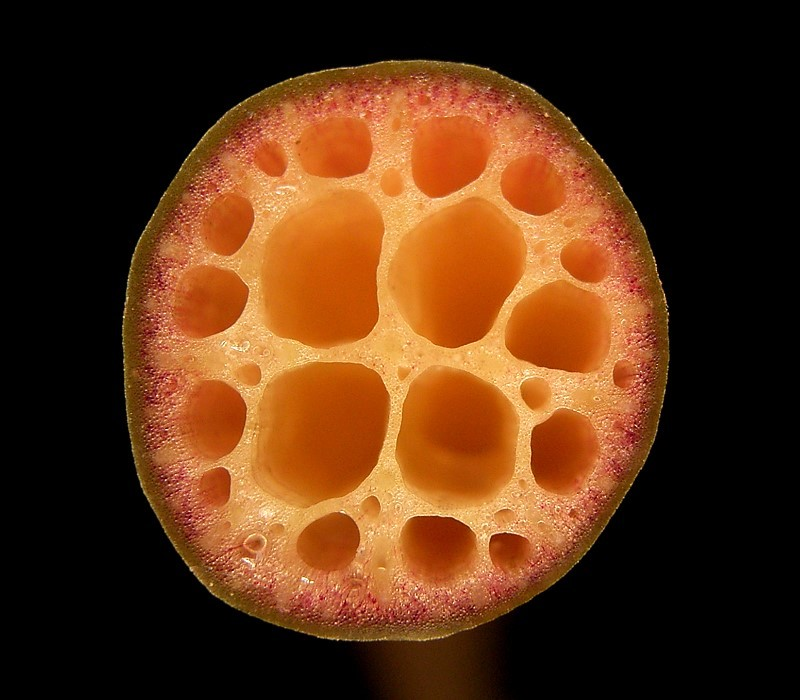
Querschnitt des Stiels einer Seerose (Nymphaea).

Wasserpflanzen oder Hydrophyten (aus altgriechisch ὕδωρ hýdōr, deutsch ‚Wasser‘ und φυτόν phytón ‚Pflanze‘) sind Pflanzen, die ganz oder teilweise unter Wasser leben. Wasserpflanzen kommen im Süß-, Brack- und Meerwasser vor.

## Definition und Abgrenzung

### Makrophyten
Zu den im Wasser wachsenden Pflanzen (im weiteren Sinne, als Arten, die mittels Pigmenten wie Chlorophyllen aus Sonnenlicht und anorganischen Nährstoffen als sogenannte Photoautotrophe ihre Biomasse erzeugen) zählen die primär im Wasser lebenden, als Algen bezeichneten Gruppen und einige Gruppen der primär landlebenden Moose und Gefäßpflanzen, der Farne und Blütenpflanzen (Vertreter der anderen Samenpflanzen besitzen keine wasserlebenden Vertreter). Zu den Algen wurden früher auch die „Blaualgen“ gerechnet, die heute, wie alle autotrophen Prokaryoten, nicht mehr als Pflanzen gelten. Bei der Untersuchung wasserlebender Pflanzen hat sich, aus methodischen Gründen, eine Zweiteilung ergeben: Die kleinen (oft einzelligen) Arten des Phytoplankton und als mikroskopische Fäden oder Lager aufwachsenden Algen (als Periphyton bezeichnet) werden von der Algenkunde (Phycologie, oder auch Algologie) oder von produktionsbiologisch interessierten Limnologen (Hydrobotanikern) bearbeitet, sie müssen meist im Labor, mittels mikroskopischer Techniken, bestimmt werden. Meist sind sie, wenn von Wasserpflanzen die Rede ist, nicht gemeint. Die größeren, in der Regel im Gelände ansprechbaren Wasserpflanzen werden als aquatische (das heißt: im Wasser lebende) „Makrophyten“ bezeichnet. Vegetationskundler bearbeiten im Regelfall nur die Makrophyten. Der Begriff Makrophyten ist rein pragmatisch definiert als diejenigen, größeren, Wasserpflanzen, die mit den üblichen vegetationskundlichen Methoden, im Freiland, bestimmt und bearbeitet werden können. Dazugezählt werden alle Moose und Gefäßpflanzen und aus der Gruppe der Algen die Armleuchteralgen. In der Zuordnung unsicher sind einige andere makroskopische Algen, etwa die Rotalgen der Gattungen Lemanea und Batrachospermum (wie die Froschlaichalge), sie werden manchmal mit berücksichtigt, manchmal nicht.
Die einzigen im Meer lebenden Samenpflanzen sind die grasartigen zu den Seegräsern zusammengefassten Arten der Uferzone. Große Algenarten des Meeres, die als Seetang zusammengefasst werden, sind meist beim Begriff Wasserpflanze nicht mitgemeint.

### Wasserpflanzen und Sumpfpflanzen
Die Makrophyten des Süßwassers bilden, nach den meisten Systematiken, einen Wuchstyp oder Lebensformtyp der Pflanzen. Die Abgrenzung der Wasserpflanzen von anderen Pflanzen ist dabei nicht eindeutig und wird von verschiedenen Botanikern im Detail etwas unterschiedlich gehandhabt. Während einige alle, zumindest zeitweilig, im Wasser wachsenden Arten einbeziehen, berücksichtigen andere nur solche Arten, die besondere Anpassungen an das Wasserleben aufweisen, insbesondere auch im Wasser assimilieren können (also nicht nur eine zeitweilige Überflutung überdauern). Andere verlangen sogar, dass die Art ihren gesamten Lebenszyklus im Wasser vollenden können muss. Problematisch für die Abgrenzung ist etwa, dass einige Pflanzenarten in einer Wasser- und in einer Landform existieren, die ineinander übergehen können, so dass die ursprüngliche Wasserpflanze nach dem Austrocknen an Land weiterwächst. Andere Arten wurzeln zwar unter Wasser, ragen aber teilweise über die Wasseroberfläche empor, wobei sie in den untergetauchten Teilen assimilieren können oder nicht. Es werden unterschieden
- Hydrophyten (auch Euhydrophyten oder Limnophyten), Wasserpflanze im engeren Sinne: Pflanzen, die ihr gesamtes Leben im Wasser verbringen können. Oft sind sie zur Aufnahme von gelöstem Hydrogencarbonat anstelle von Kohlenstoffdioxid als Kohlenstoffquelle befähigt, einige besitzen die Fähigkeit zur Unterwasserbestäubung. Wenn Landformen überhaupt vorkommen, stehen sie über Kriechsprosse (Rhizome oder Stolonen) mit dem Wasser in Verbindung.
- Amphiphyten (Auch Pseudohydrophyten): Dies sind Pflanzen, die im Wasser wie an Land gleichermaßen leben können. Beispielsweise wächst Europäischer Strandling (Littorella uniflora) untergetaucht am Gewässergrund, aber auch im nassen Schlamm ausgetrockneter Gewässer, oder von deren Ufern.
- Helophyten (Auch Telmatophyten), Sumpfpflanzen: Dies sind Pflanzen, die mit der Sprossbasis oder nur den Wurzeln im Wasser stehen können, aber immer über die Wasseroberfläche emporragen und überwiegend im Luftraum assimilieren. Sie können in der Regel genauso gut in bodennassen terrestrischen (d. h. landgebundenen) Lebensräumen vorkommen. Dazu gehören etwa die Arten des Röhrichts, wie etwa das Schilfrohr (Phragmites australis). Es gibt einige Zweifelsfälle, darunter überflutungstolerante kleine Gräser und Kräuter, die normalerweise an Land leben, aber untergetaucht eine Weile assimilieren können, wie etwa Wasserpfeffer (Persicaria hydropiper), oder Röhrichtarten, die auch mit dem untergetauchten Sprossabschnitt assimilieren,  wie Gewöhnliche Teichbinse (Schoenoplectus lacustris). Im Regelfall werden aber die Helophyten nicht zu den Wasserpflanzen gerechnet.

## Typen von Wasserpflanzen
Die Einteilung der Wasserpflanzen (ohne die Sumpfpflanzen) wird, je nach Fachrichtung oder nach Fragestellung, nach unterschiedlichen Kriterien vorgenommen, so dass nebeneinander verschiedene Klassifikationsschemata in Gebrauch sind.

### Wuchsformen
Die Unterteilung der Wasserpflanzen nach den standortbezogenen Wuchsform ist das am häufigsten verwendete Klassifikationsschema. Man unterscheidet
- Pleustophyten oder Schwebepflanzen. Dies sind frei schwimmende, nicht im Gewässergrund wurzelnde Makrophyten. Manchmal wird noch feindifferenziert in
  - Mesopleustophyten. untergetauchte, unter Wasser frei schwebende Arten. Ein Beispiel wären die Hornblatt-Arten (Gattung Ceratophyllum).
  - Acropleustophyten. an der Wasseroberfläche frei schwimmende Arten. Dazu gehören etwa die Wasserlinsen (Gattung Lemna)
- Rhizophyten (selten: Benthophyten). Dies sind alle im Gewässergrund wurzelnden eigentlichen Wasserpflanzen.
  - untergetauchte (oder submerse) Rhizophyten. Dies sind die eigentlichen, oder typischen Makrophyten. Dazu gehören etwa die (heimischen) Tausendblatt-Arten (Gattung Myriophyllum). Sie werden gelegentlich als Tauchblattpflanzen (selten auch Tauchpflanzen) bezeichnet. Oft ist in nährstoffreichen (eutrophen) Seen eine eigene Tauchblattzone ausgeprägt.
  - Schwimmblattpflanzen. Bei den Schwimmblattpflanzen wurzelt die Pflanze am Gewässergrund, die Blätter schwimmen auf der Wasseroberfläche. Die Assimilation erfolgt dabei im Luftraum, über die nicht wasserbedeckte Blattoberseite. Dazu gehört zum Beispiel die Weiße Seerose (Nymphaea alba). Oft ist in nährstoffreichen (eutrophen) Seen eine eigene Schwimmblattzone ausgeprägt.

Viele Wasserpflanzen-Arten können mehreren Wuchsformtypen angehören. Arten wie Reinweißer Wasserhahnenfuß (Ranunculus ololeucos) oder Gelbe Teichrose (Nuphar lutea) besitzen zum Beispiel Unterwasserblätter und Schwimmblätter, oft an derselben Pflanze.
Einige Botaniker unterscheiden als weitere Gruppe:
- Haptophyten. Dies wären am Substrat verankerte Pflanzen ohne echte Wurzeln. Der Ausdruck wird selten, vor allem für Wassermoose wie das Quellmoos (Fontinalis antipyretica) verwendet, das, wie alle Moose, keine Wurzeln besitzt und sich mittels Rhizoiden an Hartsubstrat des Gewässergrunds verankert. Der Ausdruck ist aber ungebräuchlich geblieben.

### Gestalttypen
Neben der Einteilung nach Lebensformen ist ein zweites Klassifikationsschema in Gebrauch, das die Wasserpflanzen nach morphologischer Ähnlichkeit in Gruppen einteilt, es wurde von dem schwedischen Botaniker Gustaf Einar Du Rietz erstmals eingeführt und später erweitert. Diese werden verwirrenderweise oft ebenfalls als die „Wuchsform“ bezeichnet, so dass dieser Begriff nicht eindeutig ist. Außerdem sind auch Schemata in Gebrauch, die beide Klassifizierungsmöglichkeiten miteinander verbinden. Die Wuchsformen, in diesem Sinn, sind jeweils nach einem charakteristischen Vertreter benannt. Verwendet werden etwa die folgenden Begriffe
- Nymphaeiden (nach Nymphaea, Seerosen): Pflanzen mit großen oder mittelgroßen Schwimmblättern; submerse Blätter nicht vorhanden oder nur schwach ausgebildet.
- Vallisneriden (nach Vallisneria): Submerse Pflanzen mit langen linealischen submersen Blättern, oft ohne Spross. Je nach Standortbedingungen zum Teil auch als Helophyten auftretend (z. B. Schwanenblume Butomus umbellatus).
- Elodeiden (nach Elodea): Submerse Sprosspflanzen mit wirteligen Blättern, die den Wasserkörper vollständig ausfüllen können.
- Pepliden (nach dem Sumpfquendel Lythrum portula, früher Peplis portula): Submerse Sprosspflanzen, die schwimmblattartige Blattrosetten ausbilden können.
- Myriophylliden (nach Myriophyllum): Submerse Sprosspflanzen mit kurzen, wirteligen, fein zerteilten Blättern.
- Parvopotamiden (Kleinlaichkräuter, nach den schmalblättrigen Arten in der Gattung Potamogeton): Submerse Sprosspflanzen mit schmalen, linealischen Blättern.
- Magnopotamiden (Großlaichkräuter, nach den breitblättrigen Arten in der Gattung Potamogeton): Submerse Sprosspflanzen mit breiten Blättern, selten auch Schwimmblättern.
- Magnobatrachiden (nach den größeren Arten der Gattung Ranunculus, Untergattung Batrachium: Wasserhahnenfuß): Submerse Sprosspflanzen mit langen, fein zerteilten Blättern. Pflanzen länger als 2 Meter, gelegentlich mit kleinen Schwimmblättern.
- Parvobatrachiden (nach den kleinwüchsigen Wasserhahnenfuß-Arten): Submerse Sprosspflanzen mit kurzen, fein zerteilten Blättern, gelegentlich mit Schwimmblättern. Pflanzen kürzer als 2 Meter, häufig Landformen bildend.
- Isoetiden (nach Isoetes): Submerse Pflanzen mit einem kurzen Spross und kurzen starren Blattrosetten.
- Chariden (nach den Armleuchteralgen der Gattung Chara): Submerse Makroalgen mit wirtelig verzweigtem Spross-System.
- Stratiotiden (nach der Krebsschere Stratiotes): Im Wasser schwimmende Pflanzen, deren vegetative Teile teilweise über die Wasseroberfläche hinausragen können und deren Wurzeln fakultativ im Sediment verankert sind.
- Beruloiden (nach der Berle  Berula erecta): vollständig submerse Wuchsform von zweikeimblättrigen Sumpfpflanzen.
- Lemniden (nach Lemna): Kleine, auf der Wasseroberfläche schwimmende Pflanzen.
- Riccielliden (nach den Sternlebermoosen Riccia): Kleine, unter der Wasseroberfläche schwimmende Pflanzen.
- Ceratophylliden (nach Ceratophyllum): Große, im Wasserkörper schwebende Pflanzen mit fein zerteilten Blättern, gelegentlich mit Rhizoiden.
- Hydrochariden (nach dem Froschbiss Hydrocharis morsus-ranae): Größere, mit Schwimmblättern auf der Wasseroberfläche treibende Pflanzen.

## Anpassungen
Wasserpflanzen sind an ihren Lebensraum, je nach Wuchsform und Standort, in unterschiedlicher Art und Weise angepasst. Alle Wasserpflanzen sind dabei krautige Pflanzen.
- Viele Wasserpflanzen, die nicht ausschließlich untergetaucht (submers) wachsen, verfügen über Luftleitgewebe (Aerenchym), über das Sauerstoff in die Stängel und Wurzeln gelangen kann.
- Schwimmblätter zeigen meist einen besonderen Aufbau: Sie besitzen ein ausgeprägtes Aerenchym und sind dadurch schwimmfähig, die Spaltöffnungen sind auf die luftexponierte Oberseite beschränkt; Die Blattoberfläche ist durch eine Wachsschicht wasserabweisend, teilweise auch schmutzabweisend (Lotoseffekt); sie verfügen über drüsenartige Strukturen, mit denen sie Wasser und Ionen aufnehmen können (Hydropoten); die Blattstiele sind stark verlängert, ansonsten aber normal gebaut, sie verfügen auch über Xylem, mit dem sie das Wasser von den Wurzeln zu den transpirierenden Blättern transportieren. Der Wassertransport erfolgt jedoch durch Wurzeldruck, nicht durch Transpirationssog. In Stillgewässern sind die Schwimmblätter meist groß und rund und entspringen einer Rosette. Victoria (Gattung) bildet Blätter mit bis zu zwei Meter Durchmesser.
- Frei schwimmende Pflanzen sind teilweise stark reduziert, wie die Schwimm- bzw. Algenfarne. Die am stärksten reduzierten Blütenpflanzen sind die Wasserlinsengewächse: Wolffia bildet überhaupt keine Wurzeln und keine Leitbündel mehr, die Blätter sind zu knopfigen Thalli reduziert.
- Submerse Pflanzen sind in ihrer Kohlendioxid-Versorgung für die Photosynthese auf den wesentlich geringeren Gehalt im Wasser angewiesen. Submerse Pflanzen in Stillgewässern haben daher schmale oder zerschlitzte Blätter (Wasserpest). Die Cuticula ist dünn. Die Chloroplasten sitzen in der Epidermis, die bei Pflanzen normalerweise frei von Chloroplasten ist. Dadurch wird der Diffusionsweg des Kohlendioxids reduziert. Durch die fehlende Transpiration können sie auch keine Mineralsalze aus dem Boden aufnehmen. Ihr Xylem ist reduziert. Die Wurzeln dienen nur mehr der Verankerung. Da aber auch das Wasser einen geringen Nährstoffgehalt hat, haben die Wasserschläuche und die Wasserfalle sich zu Fleischfressenden Pflanzen entwickelt.
- Einige der submersen Pflanzen werden auch durch das Wasser bestäubt (Hydrophilie). Andere strecken jedoch ihre Blüten in den Luftraum und werden durch Wind oder Tiere bestäubt.
- Pflanzen in rasch fließenden Gewässern sind zusätzlich zu den bereits genannten Faktoren auch noch der mechanischen Belastung ausgesetzt. Dafür ist aber die Versorgung mit Kohlendioxid und Nährstoffen durch die Bewegung des Wassers besser als in stehendem Wasser. Sie besitzen meist kabelartig aufgebaute Sprossachsen, mit einem zentral liegenden, festen Xylem. Die Blätter sind meist fein zerteilt. Beispiele sind die Artengruppe Wasserhahnenfuß. Sie können jedoch auch Blätter außerhalb des Wassers bilden, die normalen Laubblättern gleichen. Eine Pflanze bildet also zwei unterschiedliche Blattformen (Heterophyllie). Eine weitere Gruppe in rasch fließenden Gewässern sind die Podostemaceae in tropischen Flüssen.
- Pflanzen im Meerwasser, wie Seegräser, Mangroven und Pflanzen der Salzmarschen, müssen zudem noch mit den physiologischen Effekten des Meersalzes zurechtkommen, vergleiche Salzpflanze.
- Als Hydromorphie bezeichnet man die besondere Ausbildung von Organen die unter Wasser vorkommen (z. B. Stängel und Blätter bei Wasser- und Halbwasserpflanzen).
- Viele Wasserpflanzen sind heteroblastisch, blattdimorph. Eine Pflanze bildet im Verlauf ihrer Entwicklung zwei vollkommen unterschiedliche Blattformen.

## Vorkommen
Ob und welche Arten bzw. Gestalttypen von Wasserpflanzen an einem Standort vorkommen hängt von den jeweilig herrschenden abiotischen und biotischen Umweltfaktoren ab. Die Verfügbarkeit von Nährstoffen, Sauerstoff und Licht sind sehr maßgebliche abiotische Faktoren aber auch die Temperatur, der Salzgehalt und die Transparenz des Wassers, sowie die Beschaffenheit des Substrates spielen eine Rolle. Zu den biotischen Umweltfaktoren zählen der Befraß durch Herbivore, Konkurrenz durch andere Pflanzen (z. B. um Licht und Nährstoffe), Ansiedlung von Pilzen und Allelopathie.